# کریکی (بستک)
کریکی نام مکانی زیبا از توابع بخش مرکزی شهرستان بستک
در غرب استان هرمزگان، و یکی از نقاط دیدنی و تاریخی استان هرمزگان در جنوب ایران است. این مکان جای گاه و تفریحگاه حاکمان بستک و جهانگیریه بوده‌است، آثار کاخ سلطنی مشهور به « بنگلهٔ کریکی » و تفریحگاه حاکم پرقدرت بستک وجهانگیریه محمد تقی خان مشهور « صولت الملک» هنوز در آن مکان باقی‌مانده که حکایت از دوران باشکوهٔ آن زمان می‌دارد. «بنگله به معنای ویلا و تفرج گاه بیرون از شهر، اصطلاحی هندی است که وارد زبان خودمونی‌ها (اچمی‌ها) قدیم شده‌است که هم اکنون فقط در بعضی از نقاط استان هرمزگان به کار برده می‌شود».
مکانی است سرسبز وزیبا مخصوصاً در فصل زمستان وهنگام ریزش باران موسمی وسال‌های که باران خوب می‌بارد و کوه دشت را سرسبز می‌کند. آثار کاخ حاکمان جهانگیریه روی تپه‌ای نه بس بلند واقع شده‌است و آب روان چشمه از کنار آن می‌گذرد و چشم‌اندازی بسیار زیبا و شاعرانه به وجود آورده‌است.
شعراء محلی هرکس باذوق خاصی قصائدی در وصف کریکی و زیبایی آن و در مناسبات مختلف اشعاری سروده بوده أند، یکی از شاعران محلی قصیده‌ای طولانی به عنوان «رفتم أ کریکی» به گویش محلی سروده أند که چند بیت از آن در اینجا یادآور می‌شویم:
| رفتم أکریکی    |  | باجُفتی وپیکی |
| زَردَه شوم تنگی  |  | رفتم أکریکی  |
| کاخ مـَرمَـرانـِنّ |  | یادگار خانـِن |
| بهر گشت وتفریح |  | بنگلهٔ کریکی  |

این قصیده توسط خواننده‌ای بستکی به نام (یوسف هادی) در کشور بحرین بر صفحهٔ گرامافون ضبط گردیده‌است.

## رودخانه شور کریکی
رودخانه شور کریکی keriky در اسفل تپه روان است که خود منظرای جالب وافسانه‌ای دارد، آب این رودخانه در نهایت به رودخانهٔ گُتاو می‌ریزد، و سپس به رودخانه مهران می‌پیوندد.

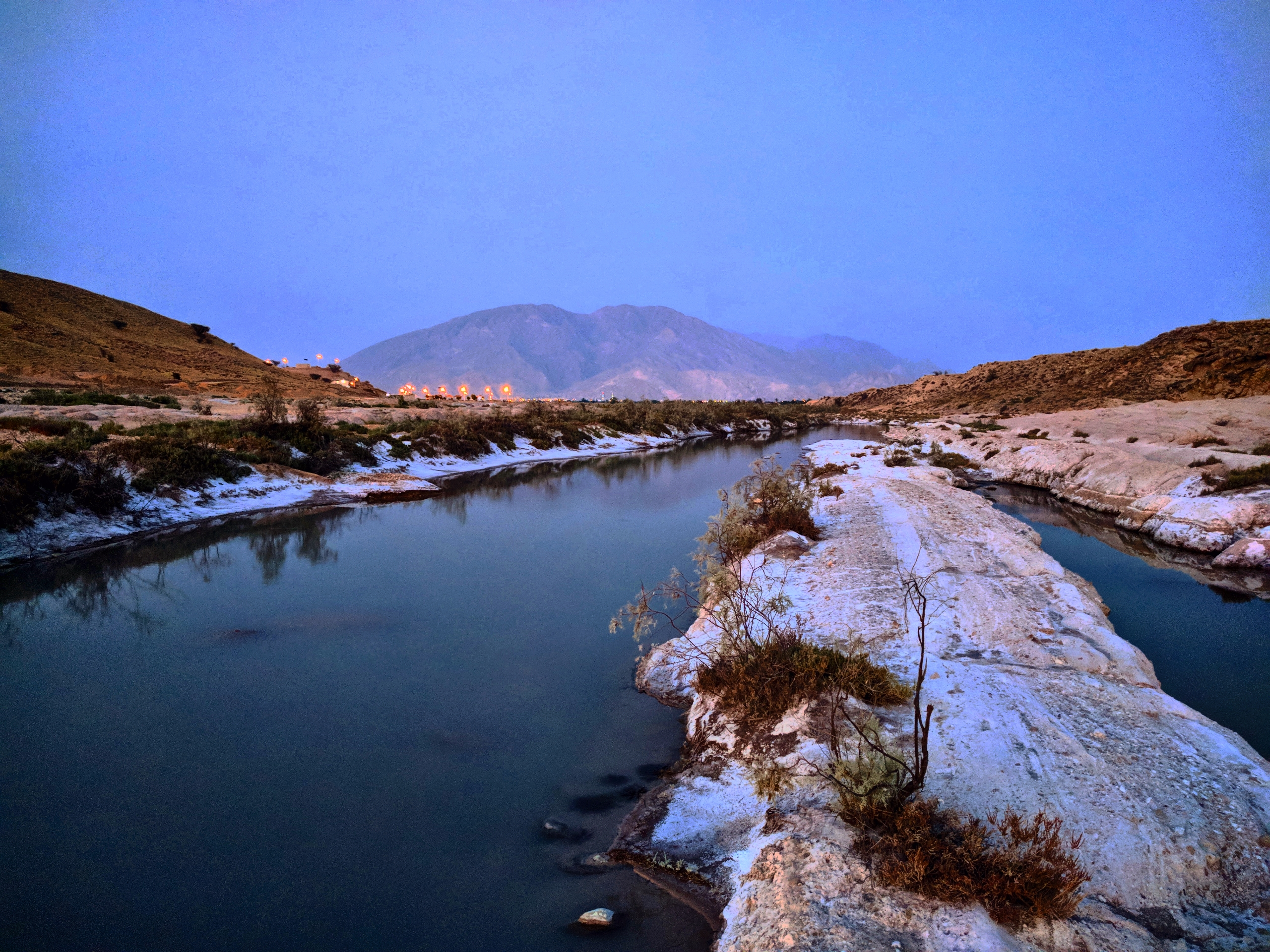
رودخانه کِریکی بستک

## آسیاب کریکی

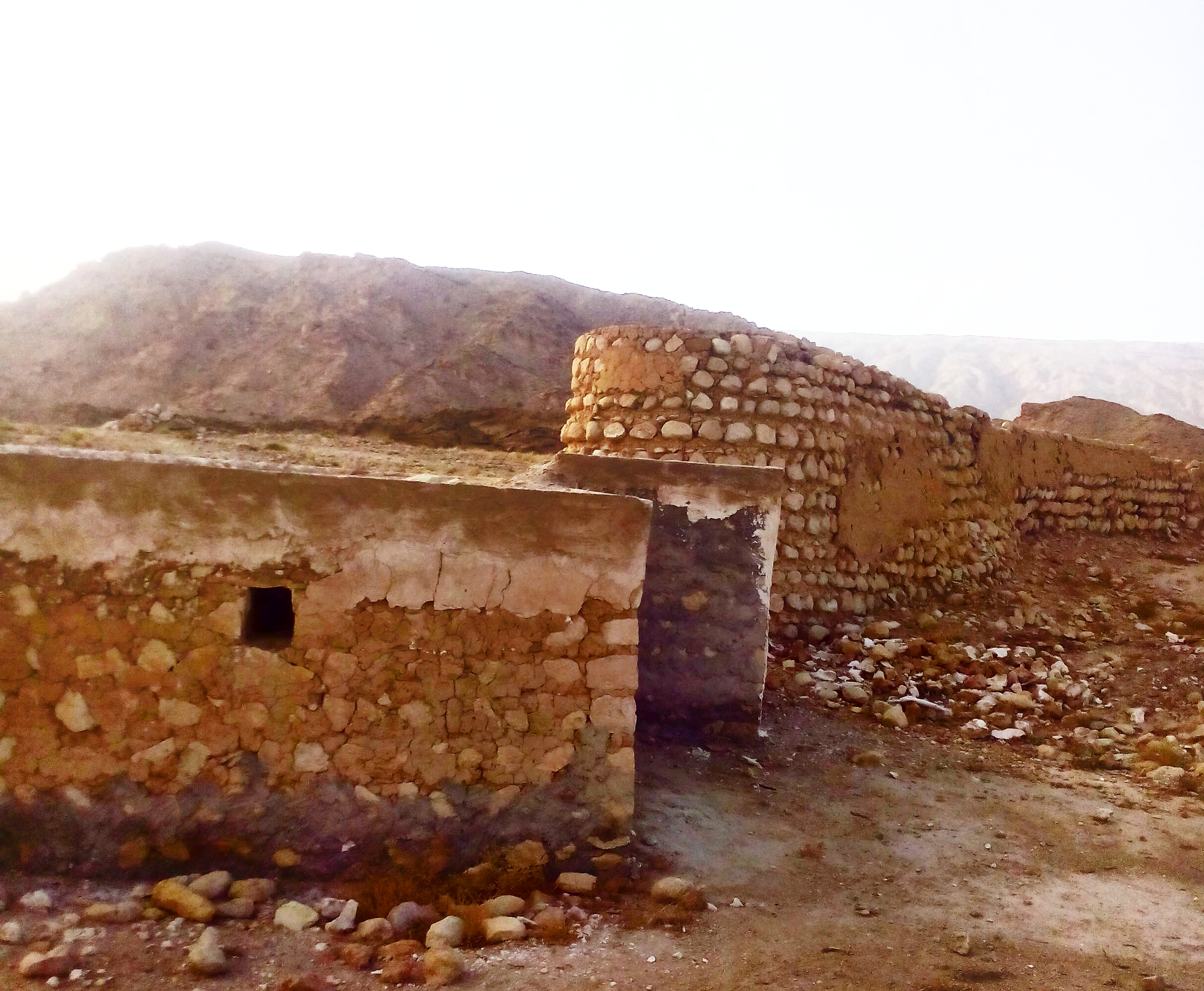
آسیاب آبی کریکی بستک

## نگارخانه

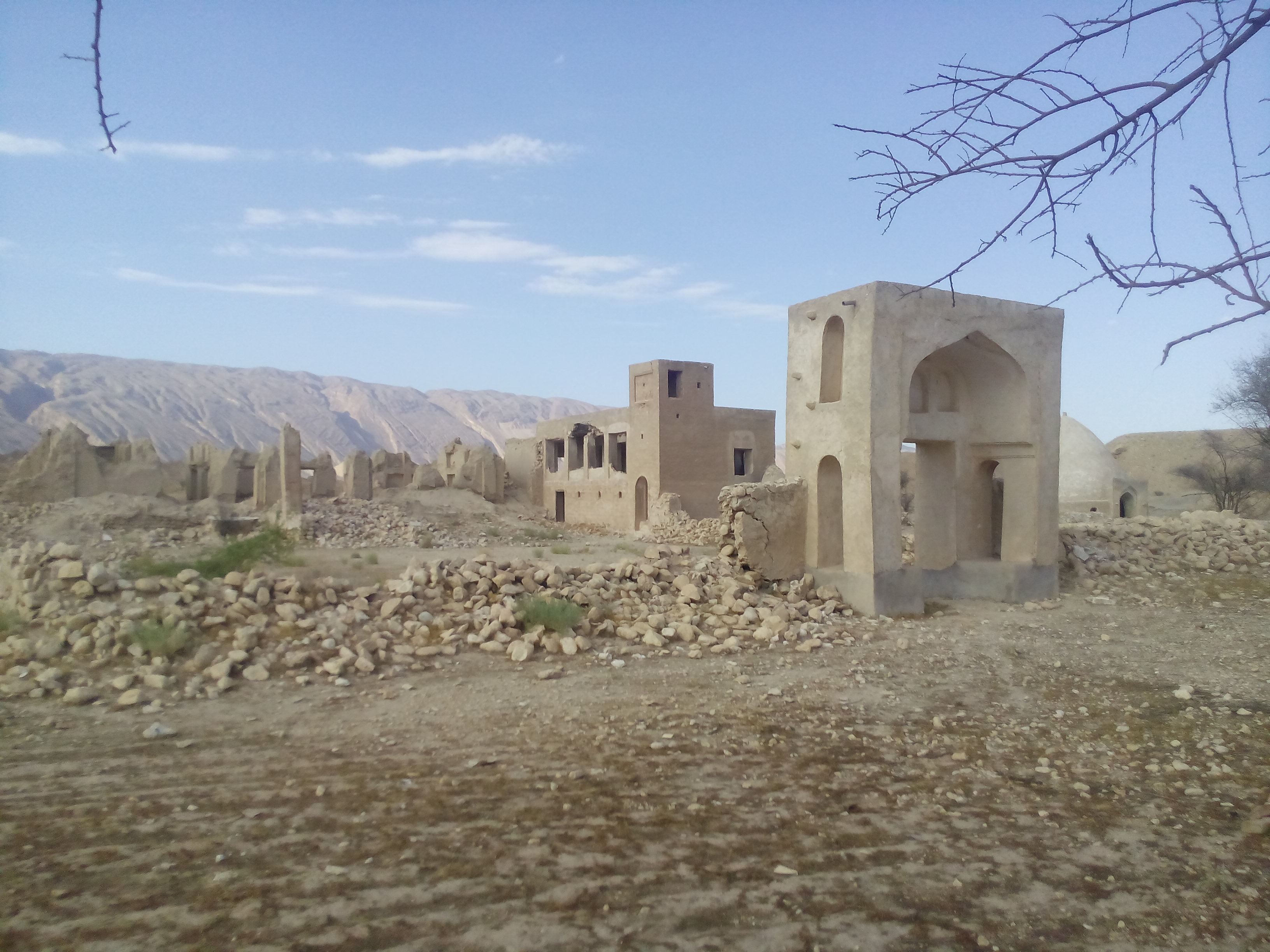
بٓنگٓلهٓ کِریکی بستک

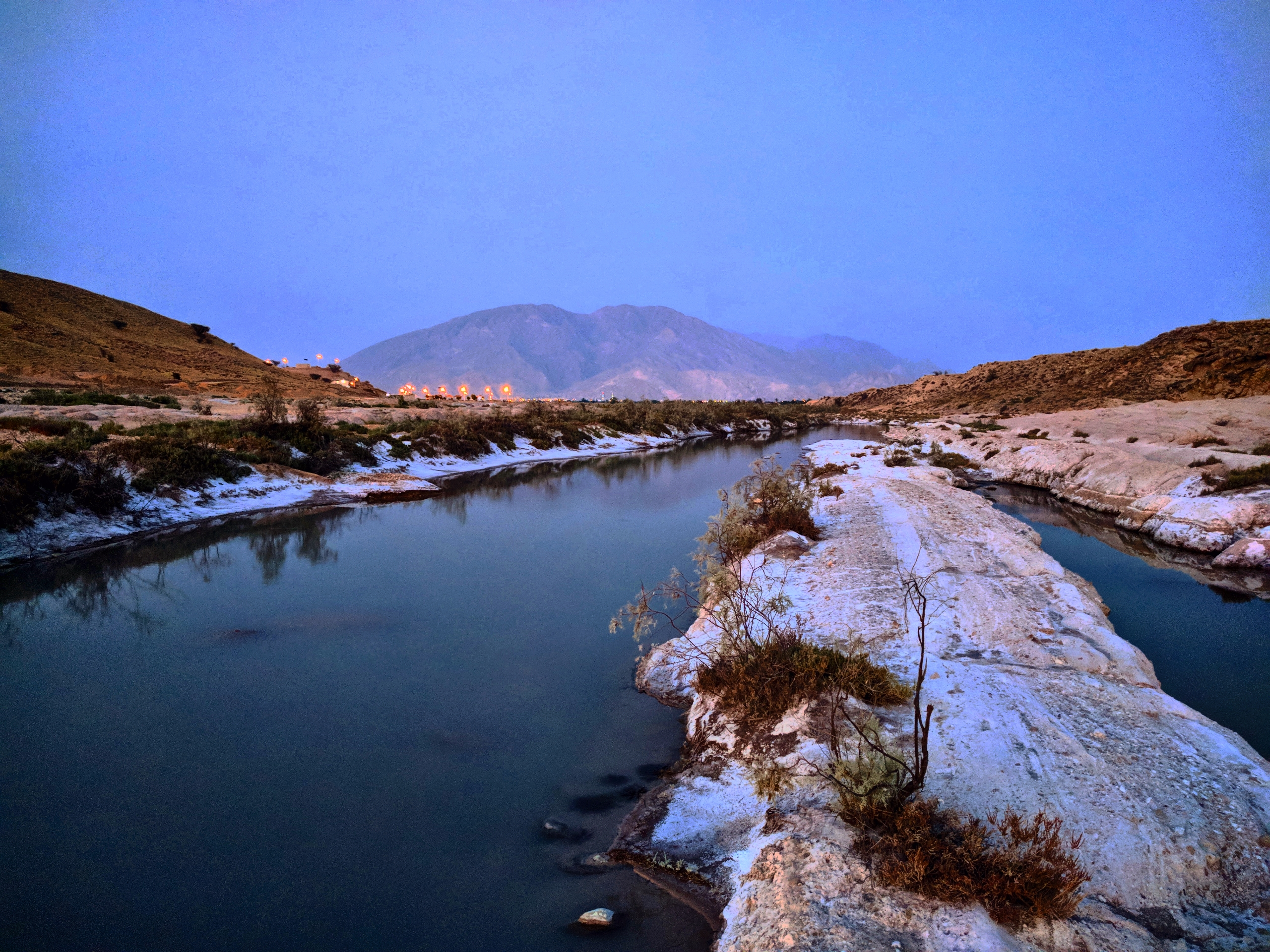
رودخانه کِریکی بستک

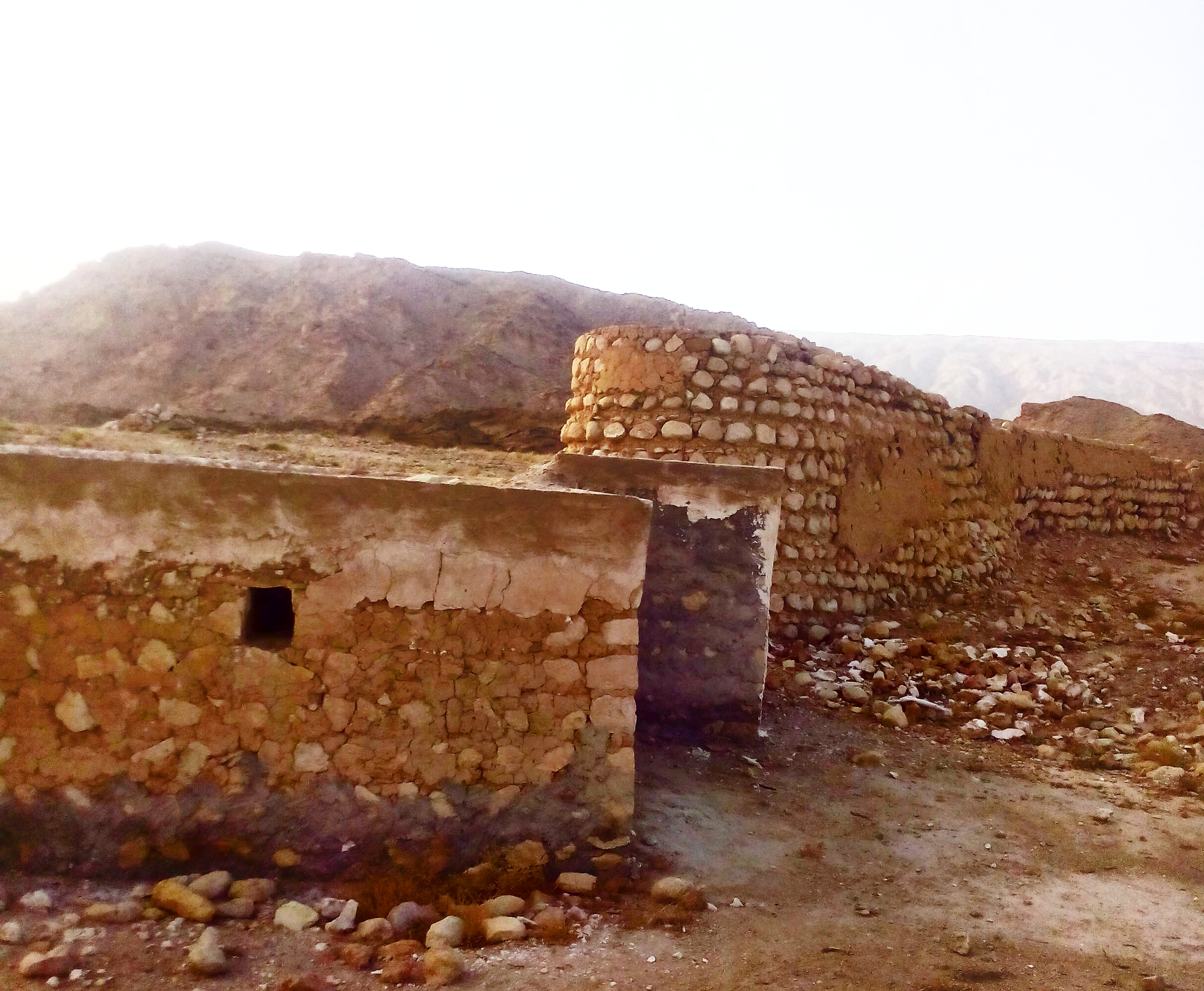
آسیاب آبی کریکی بستک

## فهرست منابع و مآخذ
- محمدیان، کوخردی، محمد،  (شهرستان بستک و بخش کوخرد) ، ج۱. چاپ اول، دبی: سال انتشار ۲۰۰۵ میلادی.
- درگاه  فهرست آثار ملی ایران
- فهرست آثار فرهنگی تاریخی ثبت شده در فهرست آثار ملی شهرستان بستک[پیوند مرده]
- الکوخردی، محمد، بن یوسف، (کُوخِرد حَاضِرَة اِسلامِیةَ عَلی ضِفافِ نَهر مِهران Kookherd, an Islamic District on the bank of Mehran River) الطبعة الثالثة، دبی: سنة ۱۹۹۷ للمیلاد.